# آبه بریل

بریل در ۱۹۵۴ میلادی

آنری ادوارد پروسپر بریل (به فرانسوی: Henri Édouard Prosper Breuil) شناخته‌شده به آبه بریل (به فرانسوی: Abbé Breuil) (زادهٔ ۲۸ فوریهٔ ۱۸۷۷- مرگ ۱۴ اوت ۱۹۶۱) باستان‌شناس، مردم‌شناس، نژادشناس، زمین‌شناس و کشیش کاتولیک فرانسوی بود.
بیشتر آوازهٔ او به دلیل کاوش‌هایش در دره‌های سوم و دوردون و همچنین اسپانیا، پرتغال، ایتالیا، جزیره ایرلند، چین، اتیوپی، سومالی بریتانیا و جنوب آفریقا بود.